# دولاتس (کرایوو)
دولاتس (به صربی: Dolac) یک منطقهٔ مسکونی در صربستان است که در کرالیفو واقع شده‌است. دولاتس ۱۹۸ نفر جمعیت دارد.